# نديم بايرامي
نديم بايرامي (بالألبانية: Nedim Bajrami‏) هو لاعب كرة قدم ألباني ولد في عام 1999 ونشأ في سويسرا بسبب هجرة عائلته من ألبانيا، ويلعب كلاعب وسط مع نادي إمبولي ومع منتخب ألبانيا لكرة القدم.

## وصلات خارجية
- نديم بايرامي على موقع الاتحاد الأوربي (الإنجليزية)
- نديم بايرامي على موقع قاعدة بيانات كرة القدم.إي يو (الإنجليزية)
- نديم بايرامي على موقع ناشيونال فوتبول تيمز (الإنجليزية)
- نديم بايرامي على موقع Soccerbase.com (لاعب) (الإنجليزية)
- نديم بايرامي على موقع Soccerway.com (الإنجليزية)
- نديم بايرامي على موقع عالم كرة القدم.نت (الإنجليزية)